# Kristen Helveg Petersen

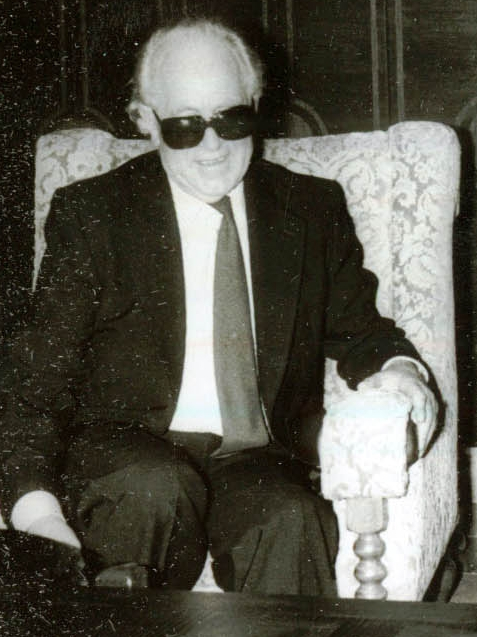
Kristen Helveg Petersen, 1978

Kristen Helveg Petersen (* 29. November 1909 in Sønder Longelse auf Langeland; † 23. April 1997 in Kopenhagen) war ein dänischer Politiker der sozialliberalen Partei Det Radikale Venstre. Sein Sohn Niels Helveg Petersen und seine Enkel Morten Helveg Petersen und Rasmus Helveg Petersen sind ebenfalls bekannte dänische Politiker. Seine Ehefrau war die Bürgermeisterin des Amtes Kopenhagen, Lilly Helveg Petersen.

## Leben
Kristen Helveg Petersen begann seine politische Laufbahn als vorsitzender der Jugendorganisation der Sozialliberalen, der Radikal Ungdom (1942 bis 1945). 1961 wurde er unter Ministerpräsident Viggo Kampmann Unterrichtsminister und blieb bis 1964 im Amt. Unter Hilmar Baunsgaard wurde Helveg Petersen 1968 Kulturminister und übernahm zugleich die Verantwortung für Entwicklungsländer und Abrüstung. Er leitete das Ministerium bis 1971. Helveg Petersen gehörte zwischen 1964 und 1975 dem Folketing an. Von 1973 bis 1975 saß er im Europaparlament. Von 1976 bis 1978 war er Vorsitzender seiner Partei Radikale Venstre.
Von 1974 bis 1992 war Helveg Petersen Vorsitzender des Verbandes Landsforeningen Ligeværd, der sich für die Inklusion entwicklungsgehemmter Kinder und Jugendlicher einsetzt. Er entwickelte den Verein zu einer großen Organisation mit Abteilungen in ganz Dänemark. Zu Ehren Helveg Petersens wird jährlich der Helveg-Preis verliehen.